# Il profumo di un giorno d'estate
Il profumo di un giorno d’estate è un film diretto da Susanna Styron, tratto da un racconto breve di William Styron.

## Trama
Prima della guerra di secessione la famiglia virginiana dei Dabney vende lo schiavo Shadrach a dei piantatori dell'Alabama, separandolo dalla propria famiglia. Nel 1935, durante la grande depressione, Shadrach che ha ormai 99 anni, percorre a piedi le seicento miglia che lo separano dalla tenuta dei Dabney per chiedere di essere sepolto nel luogo in cui è nato. La tenuta è di proprietà dei discendenti dei Dabney: Vernon, Trixie e dei loro sette figli. I Dabney vorrebbero accogliere la richiesta dell'uomo che, tuttavia, contrasta con le leggi dello Stato. Durante i tentativi di ottenere le necessarie autorizzazioni i Dabney stringeranno un profondo legame con l'ex schiavo Shadrach.